# Búsqueme a esa chica
Búsqueme a esa chica (también titulada Los novios de Marisol en algunos países) es una película interpretada en el año 1964 por la "niña prodigio" Marisol en compañía del Dúo Dinámico y un elenco de secundarios como José Bódalo o Isabel Garcés. Es la tercera de las seis películas en que Marisol compartió cartel con Isabel Garcés.
La película está dirigida por Fernando Palacios, director zaragozano, cuya última película fue La familia y uno más en 1965, año de su muerte. Con anterioridad había dirigido a Marisol en Marisol rumbo a Río (1963)

## Argumento
Marisol es una chica de 16 años que, acompañada por su padre, va cantando para llevarse algo de comida a la boca por diferentes lugares. Acaban yendo a un camping de Mallorca, donde la muchacha conoce a dos estudiantes madrileños, Tony (Ramón Arcusa) y Mario (Manuel de la Calva).
Marisol quiere convertirse en alguien grande, y para ello llega a meterse en una corrida de toros a cantar, con la esperanza de que alguien la vea. Mr. Morrison y una conocida suya, Miss Nelly (Isabel Garcés), se fijan en ella. Este señor pone sus expectativas en Marisol, pero para ello la aleja de todo el entorno en el que vivía hasta entonces, así, consigue que el mundo la considere "una señorita con un gran talento (su voz)" lo que ella deseaba desde el principio. Poco a poco la nña se enamora de su mentor, cosa que él desconocía. Marisol también se siente un poco atraída por Tony.
Tras un viaje de Mr. Morrison, trae consigo 2 cosas, un gran noticia y varios regalos. Entre ellos un reencuentro de Marisol y su padre y un reproductor de películas. En este último se reproduce un grabación de la cámara de cine de John Morrison. Se puede ver como conoció a Marisol y la noticia tan esperada, una mujer hacía peligrar su soltería, lo cual a la muchacha enfurece. El hombre no se da cuenta de que Marisol está enamorada de él, por una foto piensa que es de Tony.
Por otro lado, una mujer decide seducir a Mr. Morrison con la esperanza de casarse con él y hacerse con su fortuna. Marisol ya la conocía de Mallorca, y accidentalmente había escuchado una conversación en la cual ella desvelaba sus planes. Paralelamente, esta mujer desea hundir la carrera de Marisol para apartarla de Mr. Morrison y no tener una "competidora" en sus planes. Para ello, con la ayuda de una amiga con contactos, sabotea el que va a ser el debut de Marisol. Marisol logra desenmascarar a esta mujer, y después huye, incapaz de enfrentarse no sólo a Mr. Morrison, sino al terror del debut.
Con la ayuda de Tony y Mario, que han logrado prosperar como cantantes, logran encontrarla y la obligan a ir al teatro, donde el sabotaje ha surtido efecto: la orquesta no tiene instrumentos, las luces están estropeadas, y el público grita y silba. Tony y Mario se ofrecen a salir con Marisol y apoyarla en su debut, pero puede que no sea suficiente para arreglar el desbarajuste.

## Temas musicales[4]
Sólo una de las canciones de la película, Solo a ti, fue interpretada por El Dúo Dinámico y Marisol, siendo el resto de canciones, bien del repertorio del Dúo Dinámico, o bien canciones de Marisol para la película. Por conflicto entre las discográficas del dúo y la cantante, esta canción no fue publicada discográficamente, siendo la única canción de los musicales de Marisol que jamás fue comercializada.
- La copla de la alemana y el torero (typical spanish) (por Marisol)
- Tengo miedo Torero (por Marisol)
- La luna y el toro (cantado por Marisol)
- Una muchacha como tú (por El Dúo Dinámico)
- En Palma de Mallorca (por El Dúo Dinámico)
- Villancico (por Marisol)
- Mi pequeña estrella (por Marisol)
- Amor misterioso (por El Dúo Dinámico)
- Solo a ti (por Marisol y El Dúo Dinámico)